# Hippolyte Baraduc
Hippolyte Baraduc (Hyères, 1850 – Parigi, 1909) è stato un medico e parapsicologo francese.

## Biografia
Inizia come medico tradizionale.

Poi fa esperimenti sulle psychicone, le "fotografie del pensiero".
Nel 1895 presenta i risultati delle sue ricerche all'Accademia francese di Medicina.
Baraduc inventa il biometro, un apparecchio con cui misura la forza vitale invisibile all'esterno del corpo umano.
L'edizione del 20 giugno 1903 del magazine The New Age, annuncia che Baraduc è in grado di fotografare le emozioni: 
"I have obtained photographs of love, hate, joy, grief, fear, sympathy, piety, & etc. No new chemical is necessary to obtain these results. Any ordinary camera will do it. All I have done is to apply an old invention to a new use." 
Nel 1907 avvicinandosi alla bara di suo figlio André sente una forte scarica e nel contempo osserva una strana foschia che lo circonda, che fotografò. Successivamente, il 15 ottobre 1907 Baraduc era in attesa dei risultati quando morì la moglie Nadine sul cui cadavere 
scattò una serie di fotografie ogni 5 minuti. In particolare quelle prese a 15, 20 e 60 minuti in cui sul corpo senza vita di sua moglie si vedono alcune luci che scompaiono nel corso del tempo. 
La tecnica utilizzata da Baraduc per scattare le sue fotografie è l'attivazione di un campo elettrico con una  bobina di Ruhmkorff.